# Judo under sommer-OL 2016 – 90 kg (herrer)
Mændenes 90 kg konkurrence i judo under sommer-OL 2016 i Rio de Janeiro blev afholdt d. 10. august 2016 på Carioca Arena 2.